# Райън Бидунга
Райън Бидунга (на френски: Ryan Bidounga) е конгоански футболист, който играе на поста централен защитник. Състезател на ЦСКА 1948.

## Кариера
Бидунга прави официалния си дебют за Нанси на 13 август 2019 г. при домакинската победа с 1:0 срещу Кан, в мач от Купата на Лигата на Франция.

### Локомотив Пловдив
На 17 февруари 2022 г. Бидунга е обявен за ново попълнение на Локомотив (Пловдив). Дебютира за тима на 25 февруари при победата с 1:0 като домакин на Царско село.

### ЦСКА 1948
На 10 януари 2023 г. Райън подписва с ЦСКА 1948. Записва своя дебют за тима на 19 февруари при загубата с 1:0 като гост на Ботев (Враца).

## Национална кариера
Роден във Франция, Бидунга е от конгоански произход. Той е юношески национал на „петлите“.